# Cro-magnoni ember
Koordináták: é. sz. 44° 56′ 12″, k. h. 1° 01′ 05″44.936667°N 1.018056°E

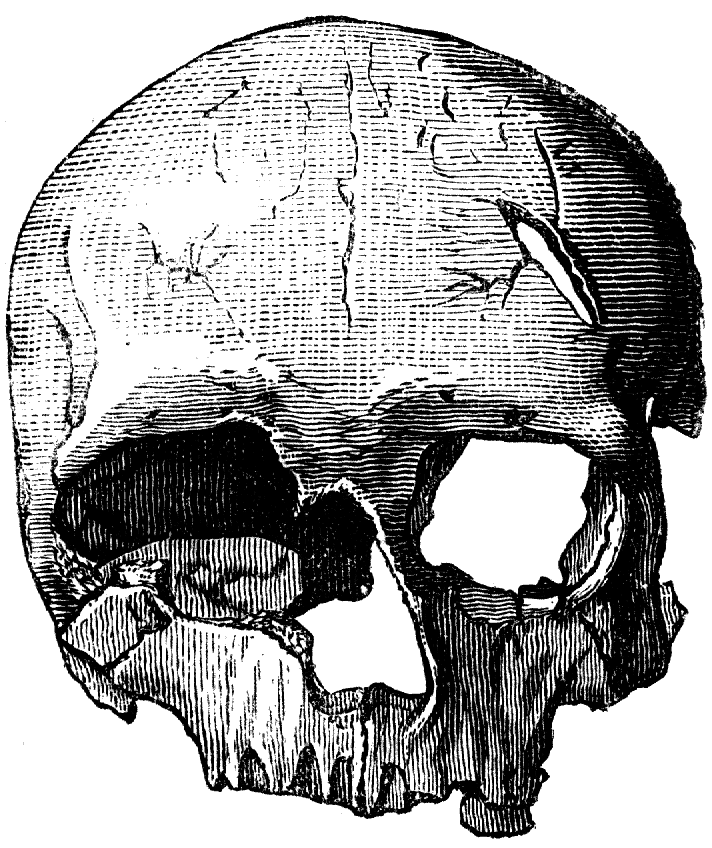
Női cro-magnoni koponya

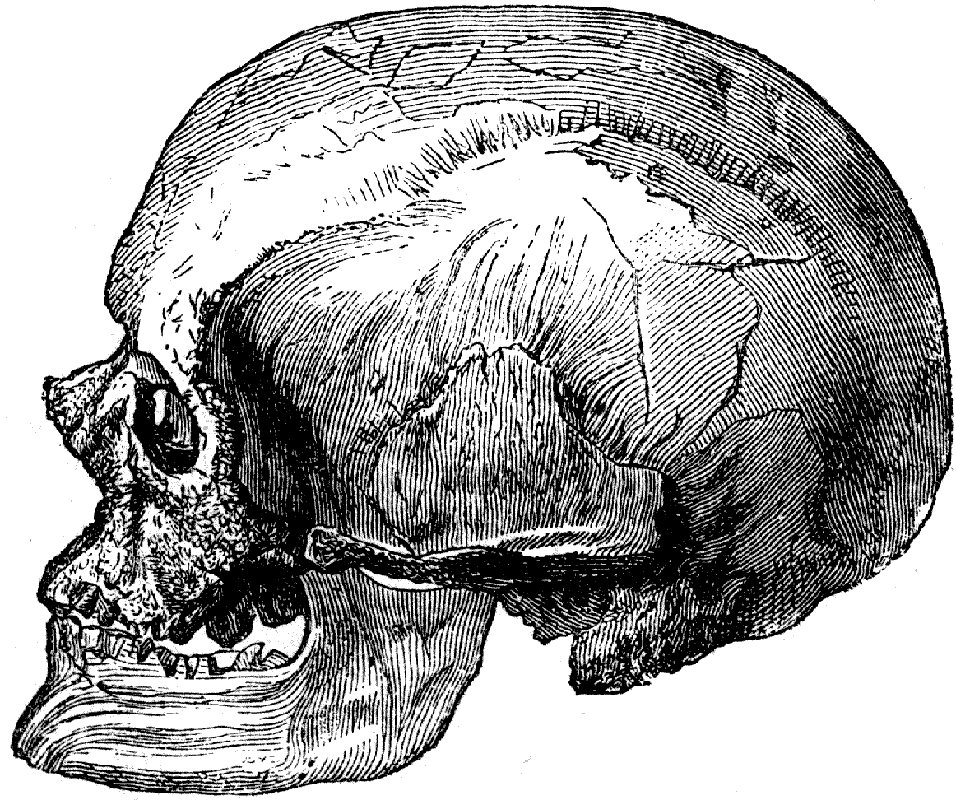
Férfi cro-magnoni koponya

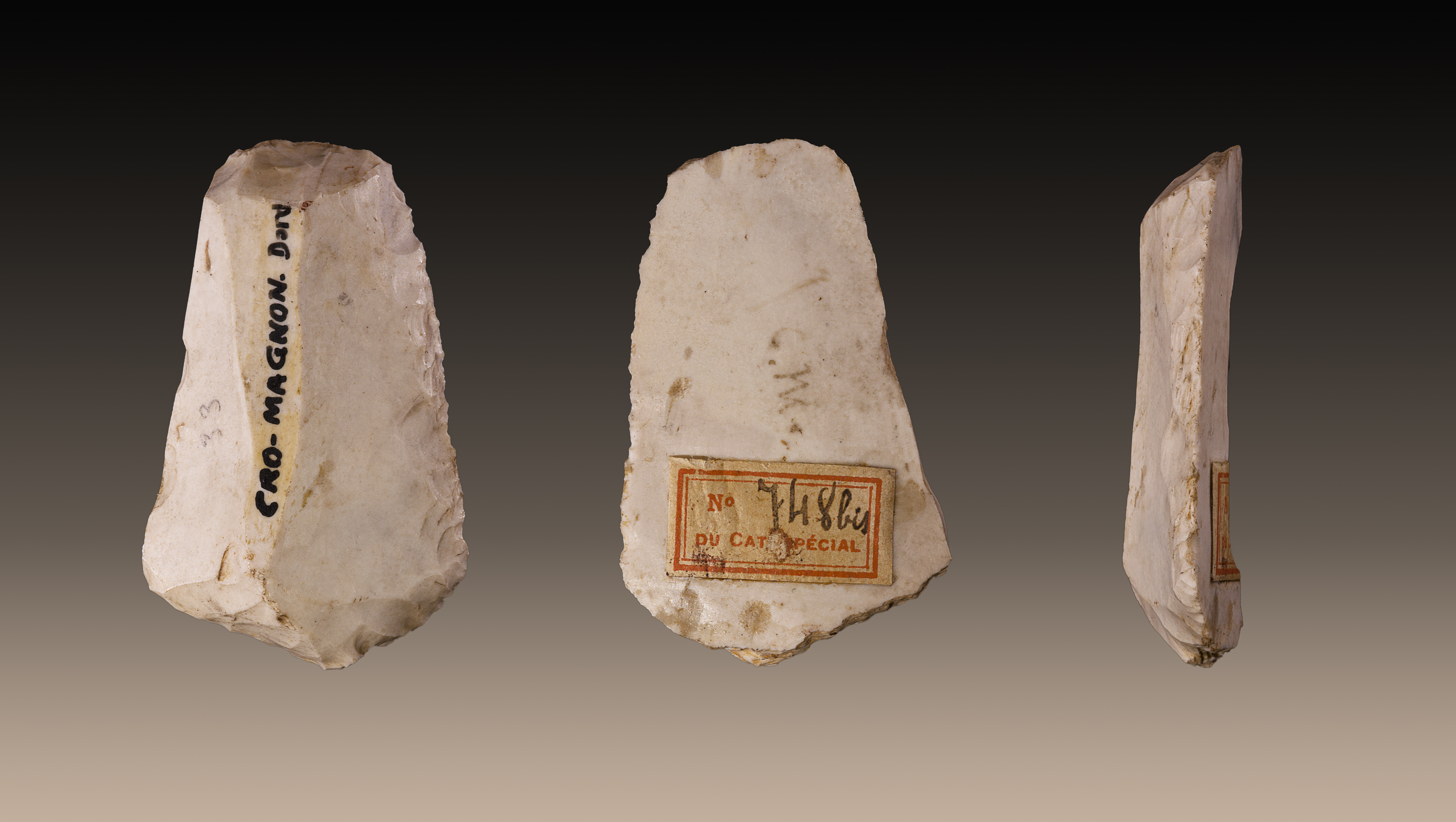
A cro-magnoni ember eszközei

A cro-magnoni ember (a magyar irodalomban gyakran használt alakjában crô-magnoni ember) a korai Homo sapiens sapiens egyik típusa. Néha Homo sapiens fossilis néven is nevezik, utalva őskori, maradványokból ismert voltára, valamint a Neanthropus csoportba sorolják, elkülönítve a Paleanthropusok közé sorolt neandervölgyi embertől. A cro-magnoni ember öt típuspéldányát Louis Lartet (1801–1871) őslénykutató és Henry Christy találta, tárta fel és írta le 1868 márciusában, a dél-franciaországi Dordogne megye Eyzies-de-Tayac nevű településének Cro-Magnon nevű sziklafala tövében. Ma már a legtöbben úgy gondolják, hogy a cro-magnoni embert még alfaji szinten sem lehet elkülöníteni a modern embertől, ezért sokszor csak AMH (anatómiailag modern ember), vagy EMH (korai modern ember) rövidítéssel illetik. A cro-magnoni ember kifejezés ilyen módon elavultnak számít, nincs pontos definíciója, sosem volt taxonomikus, hanem bizonyos időintervallumra vonatkozik.
A cro-magnoni ember megnevezést az irodalom két értelemben használja. Az eredeti szűkebb értelemben az aurignaci kultúrához köthető nagy termetű embertípus. Kiterjesztett értelemben azonban a késői őskőkorszak (felső paleolitikum) minden leletére használják. A szűk értelmű cro-magnoni típus 32 000-25 000 évvel ezelőtti intervallumban létezett, a tágabb értelmű 36 000-9 000 évvel ezelőtti leleteket takar.
A tág körben értelmezett cro-magnoniak voltak a legfontosabb őskőkori kultúrákat alkotó népességek, köztük az aurignaci emberek, a gravetti, a korai levélpenge és a magdaléni kultúra emberei is.

## A típuspéldányok (Cro-Magnon 1)
Louis Lartet leletei viselik a cro-magnon 1 nevet. Egy vasútépítés során bukkant felszínre az a sziklapárkány, amely alatt megtalálták az első csontvázakat. A 19. század régészeti eszköztárával (rétegtan) a maradványokat 30 000 évesre datálta. A modern radiometrikus datálások 27 680 ± 270 évesre teszik. Az öt csontváz (három felnőtt férfi, egy felnőtt nő és egy csecsemő) általános jellemzői a cro-magnoni típus összehasonlítási alapjaivá, típuspéldányaivá váltak.
A csontvázakon mind fizikai sérülések, mind betegségek által okozott elváltozások is láthatók. Figyelemre méltó, hogy nagyon súlyos sérüléseket is túléltek, ezért a betegápolás, a közösségi gondoskodás tulajdonképpen bizonyítottnak vehető a legkorábbi cro-magnoniaknál is.
A lelőhelyen számos dísztárgy (medálok, nyakláncok, állati fogak és egy gránátdarab) azt mutatta, hogy ezeket szándékosan, rítusokkal kísért temetés keretében helyezték el a holtak mellett.
A legidősebb férfi arckoponyája (arccsontja, felső állkapcs és orra) erősen egyenetlen felületű, de nem erózió koptatta le, hanem betegség – feltehetően gombás eredetű – torzította el. A koponya űrtartalma 1600 cm³, jó kétszázzal több, mint a mai átlag. A női koponyán hatalmas, begyógyult koponyatörés nyomai látszanak.
Lásd még: cro-magnoni menedék.

## További leletei
- Oase (Románia) ~35 000 év
- Kosztenki (Oroszország, Voronyezs körzete) 32 600 ± 1 100 év
- Les Roisà Mouthiers ~32 000 év
- La Quina Aval ~32 000 év
- Mladeč (Csehország) 31 500 ± 420 és 30 150 ± 800 év között
- Muierii (Románia) 30 150 ± 800 év
- Csoklovina (Románia) 29 000 ± 700 év
- Kent-barlang (Anglia) 30 900 ± 900 év
- Předmost (Csehország) ~27 000-24 000 év
- Abrigo do Lagar Velho (Portugália) ~24 000 év

## Anatómiai jellemzői
A cro-magnoni ember változatos megjelenésű volt. Általában magas termetű, vékony testalkatú. Átlagos férfimagasság 170 cm a korai és 168 cm a késői leleteknél, a nők átlagos magassága 157,6 és 158,4 cm között alakult. Ez az eredmény azonban úgy adódott, hogy eltérő helyekről származó populációk adatait átlagolták. A kisebb termetű populációknál 165,6 cm-es férfi, 153,5 cm-es női átlagmagasság volt, míg a magasabbaknál 176,2 cm férfi és 162,9 cm női átlagmagasság regisztrálható.
Egyenes testtartás, karcsú és magas termet, széles arc, erős állcsúcs, a fej elölről nézve hosszúkás, a koponyaboltozat magas, oldalnézetből közép- vagy hosszúfejű. A koponya nagy és kerek, a homlok magas, majdnem függőleges. Állkapcsi prognathia (fogmedri előreállás) nem ismerhető fel. A homlokeresz (torus supraorbitalis) az egységes, lécszerű kidudorodás helyett csak a két szemgödör feletti apró kiugróvá vált, később teljesen eltűnt. A vélemények megoszlanak a szemöldökeresz eltűnésének módjában, egyik vélemény szerint visszafejlődött, a másik szerint egyáltalán nem változott, csak rátolódott a homlokcsont. A homlok megemelkedése és előrenyomulása az agy homloklebenyének adott helyet.